# Srŏk Batum Sakôr
Srŏk Batum Sakôr är ett distrikt i Kambodja.   Det ligger i provinsen Koh Kong, i den sydvästra delen av landet, 170 km väster om huvudstaden Phnom Penh. Antalet invånare är 18 822.